# Starfield
Starfield é um grupo canadense de música cristã de Winnipeg, MB. O grupo tem canções e álbuns nas paradas de sucessos do Canadá, no Reino Unido e nos Estados Unidos.
Eles venceram várias vezes o Covenant Awards, no Canadá.

## Álbuns

### Starfield
O intitulado Starfield foi lançado em 2001 (apenas no Canadá, possivelmente só em Winnipeg) pela independende Starfield Music Group.

### Tumbling After
O segundo álbum independente de Starfield, Tumbling After (apenas no Canadá), foi lançado pela CMC Distribution em 2003 e apresentado com o single “Filled with Your glory”.

### Starfield
O primeiro álbum internacional de Starfield lançado como o auto-intitulado Starfield, pela Sparrow Records, em 2004.
O álbum contou com a regravação de “Filled with Your glory”.
A canção “Tumbling After” está na trilha sonora da segunda temporada do seriado de TV Joan of Arcádia.
A banda lançou um EP chamado My Generation em 2006.

### Beauty in the broken
Seu segundo álbum lançado pela Sparrow Records, Beauty in the broken, foi em 16 de maio de 2006. O primeiro single deste álbum, “My Generation”, que nos EUA, alcançou as paradas cristãs da revista R&R. O álbum inclui a regravação da canção “Son of God”, de Chris Tomlin.
Beauty in the broken imediatamente alcançou o topo das paradas de música cristã canadense e manteve a 1ª posição por três meses consecutivos.
O ano de 2006 terminou com o álbum na 2ª posição na parada anual do Canadá.
O álbum ainda ficou na 31ª posição na lista de álbuns cristãos da Billboard, nos EUA.

### I will go
I will go é o terceiro álbum de Starfield lançado pela Sparrow Records. O álbum saiu em 25 de março de 2008 na América do Norte e em 31 de março de 2008 no Reino Unido.
Os singles do álbum são “Reign in us” e “Hosanna”, uma regravação do Hillsong.

### The saving One
The Saving One o álbum lançado em 2010 do Starfield.

## Membros
- Tim Neufeld (vocal principal e guitarra);
- Jon Neufeld (vocal e guitarra);
- Gordie Cochran (bateria);
- David Crisp (baixo).

Starfield foi originalmente formada pelos irmãos Tim e Jon Neufeld, ambos de Winnipeg. Shaun Huberts e Gordie Cochran, ambos de Victoria, Columbia Britânica, se juntaram a banda. Shaun Huberts deixou a banda em 9 de agosto de 2006, após seu último show em DCLA Convention, em Anaheim, Califórnia. Seu substituto é Davi Crisp.
A banda voltou para o Canadá (Abbotsford, Columbia Britânica) no outono de 2006 depois de muitos anos vivendo em Nashville.

## Prêmios e reconhecimento

### GMA Canadá Covenant Awards
- 2005 - Evento especial e Gravação do ano: Sea to Sea: "Filled with Your glory";
- 2006 – Grupo do ano;
- 2006 – Álbum do ano: Beauty in the broken;
- 2006 – Album pop/contemporâneo do ano: Beauty in the broken;
- 2007 – Música do ano: “Son of God”;
- 2007 – Grupo do ano;
- 2007 – “Blessings fan choice award”;
- 2007 – Música de rock do ano: “The hand that holds the world”;
- 2007 – Gravação do ano: “The hand that holds the world”;
- 2008 – indicado em seis categorias do Covenant Awards: Artista do ano, Grupo do ano, Álbum do ano, Álbum de adoração moderna do ano, Música de louvor e adoração do ano e Gravação do ano.

### Juno Awards
- 2003 – indicado em Álbum de música contemporânea cristã do ano: Tumbling After;
- 2007 – indicado em Álbum de música contemporânea cristã do ano: Beauty in the broken;

### Shai Awards
- 2003 – Artista do ano;
- 2003 – Grupo do ano;
- 2003 – Álbum de rock/alternativo do ano: Tumbling after;
- 2003 – Música do ano: “Alive in this moment”;
- 2004 – Artista do ano;
- 2005 – Artista do ano;
- 2007 – Artista do ano;
- 2007 – Grupo do ano;
- 2007 – Álbum pop/contemporâneo do ano: Beauty in the broken.

## Acidente
Em 25 de abril de 2008, Starfield se apresentava em um concerto na Central Heights Church, em Abbotsford, Columbia Britânica, quando o chão desabou e todo o equipamento de iluminação caiu sobre os fãs. Algumas pessoas, em sua maioria jovens, caíram no porão da igreja. Mais de quarenta pessoas ficaram feridas, algumas gravemente, mas não houve fatalidade.
Durante o evendo, o vocalista Tim Neufeld pediu que a multidão parasse de dançar. Quando o chão desabou, ele largou o microfone e pulou de uma altura de três metros para ajudar as vítimas.